# Chris Guiliano
Chris Guiliano (25 de junho de 2003) é um nadador estadunidense.

## Carreira
Guiliano nadou e estudou na Universidade de Notre Dame.
No Campeonato Mundial de 2023 em Fukuoka, a equipe de revezamento 4 x 100 metros livre com Chris Guiliano, Destin Lasco, Matt King e Justin Ress nadou o tempo mais rápido. Na final, Ryan Held, Jack Alexy, Chris Guiliano e Matt King foram 0,82 segundos mais rápidos que o revezamento preliminar e ficaram em terceiro, atrás dos australianos e italianos. Todos os seis participantes receberam medalha de bronze. Guiliano também disputou os 100 metros livres, mas foi eliminado na 18ª colocação nas eliminatórias. Matt King, Chris Guiliano, Olivia Smoliga e Bella Sims nadaram no revezamento 4 x 100 metros livre misto. Na final, Jack Alexy, Matt King, Abbey Weitzeil e Kate Douglass ficaram em segundo lugar, atrás do quarteto australiano.
Nas seletivas para as Olimpíadas dos EUA em 2024, Chris Guiliano se classificou como o mais rápido nos 100 metros livres e o segundo nos 50 metros e 200 metros livres. Em Paris, nos Jogos Olímpicos de 2024, o revezamento 4 x 100 metros livre com Ryan Held, Matt King, Hunter Armstrong e Caeleb Dressel nadaram o quarto tempo mais rápido. Na final, Jack Alexy, Chris Guiliano, Hunter Armstrong e Caeleb Dressel foram mais de três segundos mais rápidos e venceram por mais de um segundo à frente dos australianos. Nos 200 metros livres, Guiliano foi eliminado nas eliminatórias na 19ª colocação. A equipe de revezamento 4 x 200 metros livre com Drew Kibler, Brooks Curry, Blake Pieroni e Chris Guiliano chegou à final com o segundo tempo mais rápido. Na corrida final, Luke Hobson, Carson Foster, Drew Kibler e Kieran Smith foram quase cinco segundos mais rápidos que o revezamento preliminar e terminaram em segundo depois dos britânicos. Guiliano ficou em oitavo lugar nos 100 metros livres. Em sua última largada nos 50 metros livres, Guiliano nadou o 17º tempo de vantagem e perdeu as semifinais por 0,04 segundos.ref>Olympische Spiele 2024 bei the-sports.org</ref>